# Голая (приток Сулы)
Голая (Поланькина) — река на севере европейской части России. По реке проходит участок границы между Республикой Коми и Ненецким АО. Длина реки составляет 29 км, её устье находится в 57 км по правому берегу реки Сулы.

## Данные водного реестра
По данным государственного водного реестра России, относится к Двинско-Печорскому бассейновому округу, водохозяйственный участок реки — Печора от водомерного поста Усть-Цильма и до устья, речной подбассейн реки — бассейны притоков Печоры ниже впадения Усы. Речной бассейн реки — Печора.